# Polina Iwanowa
Polina Iwanowa (* 3. Dezember 2002) ist eine kasachische Leichtathletin, die sich auf den Stabhochsprung spezialisiert hat.

## Sportliche Laufbahn
Erste internationale Erfahrungen sammelte Polina Iwanowa im Jahr 2019, als sie bei den Jugendasienmeisterschaften in Hongkong mit übersprungenen 3,75 m die Goldmedaille im Stabhochsprung gewann. 2023 belegte sie bei den Hallenasienmeisterschaften in Astana mit 3,80 m den vierten Platz und im Jahr darauf wurde sie bei den Hallenasienmeisterschaften in Teheran mit derselben Höhe ebenfalls Vierte.
In den Jahren 2018 und 2019 wurde Iwanowa kasachische Meisterin im Stabhochsprung im Freien sowie 2020 in der Halle.